# Max Pfänder
Max Wilhelm Pfänder (* 21. September 1900 in Reichenbach bei Meißen; † Mai 1969 in Cruïlles in Spanien) war ein deutscher und schweizerischer Bildhauer und Zeichner. 

## Leben
Während der Kindheit Max Pfänder siedelte seine Familie 1910 aus beruflichen Gründen nach Mengen in Baden-Württemberg über. 1907 zog sie nach St. Gallen in der Schweiz. Dort absolvierte Max Pfänder eine Steinbildhauerlehre bei Bildhauer Wilhelm Meier. Danach studierte er von 1924 bis 1929 an der Sächsischen Königlichen Kunstakademie. Er war Meisterschüler bei Karl Albiker sowie von 1926 bis 1929 bei Georg Wrba. Von 1925 bis 1929 arbeitete er für die Zwingerbauhütte und war unter Georg Wrba und Alexander Höfer an der Ausführung der umfassenden Restaurierung des Dresdner Zwingers unter der Leitung von Hubert Georg Ermisch beteiligt.
Im Herbst 1929 übersiedelte er wieder nach St. Gallen. 1931 und 1933 folgten Studienreisen nach Paris, wo er unter anderen auf die Künstler Aristide Maillol und Auguste Rodin traf. Er schuf zahlreiche Plastiken und bis 1938 vornehmlich Grabmalkunst. 1939 zog er endgültig nach Neuenstadt (La Neuveville) und richtete sich sein Atelier ein, La Combe genannt. In den Jahren 1947 und 1949 folgten Studienreisen nach Italien und ins Tessin. Ab 1951 bereiste er immer wieder Spanien.
1934 heiratete er Helen geborene Riedener. Mit ihr hatte er eine Tochter und drei Söhne. Während einer Reise verstarb er 1969 in Spanien. 

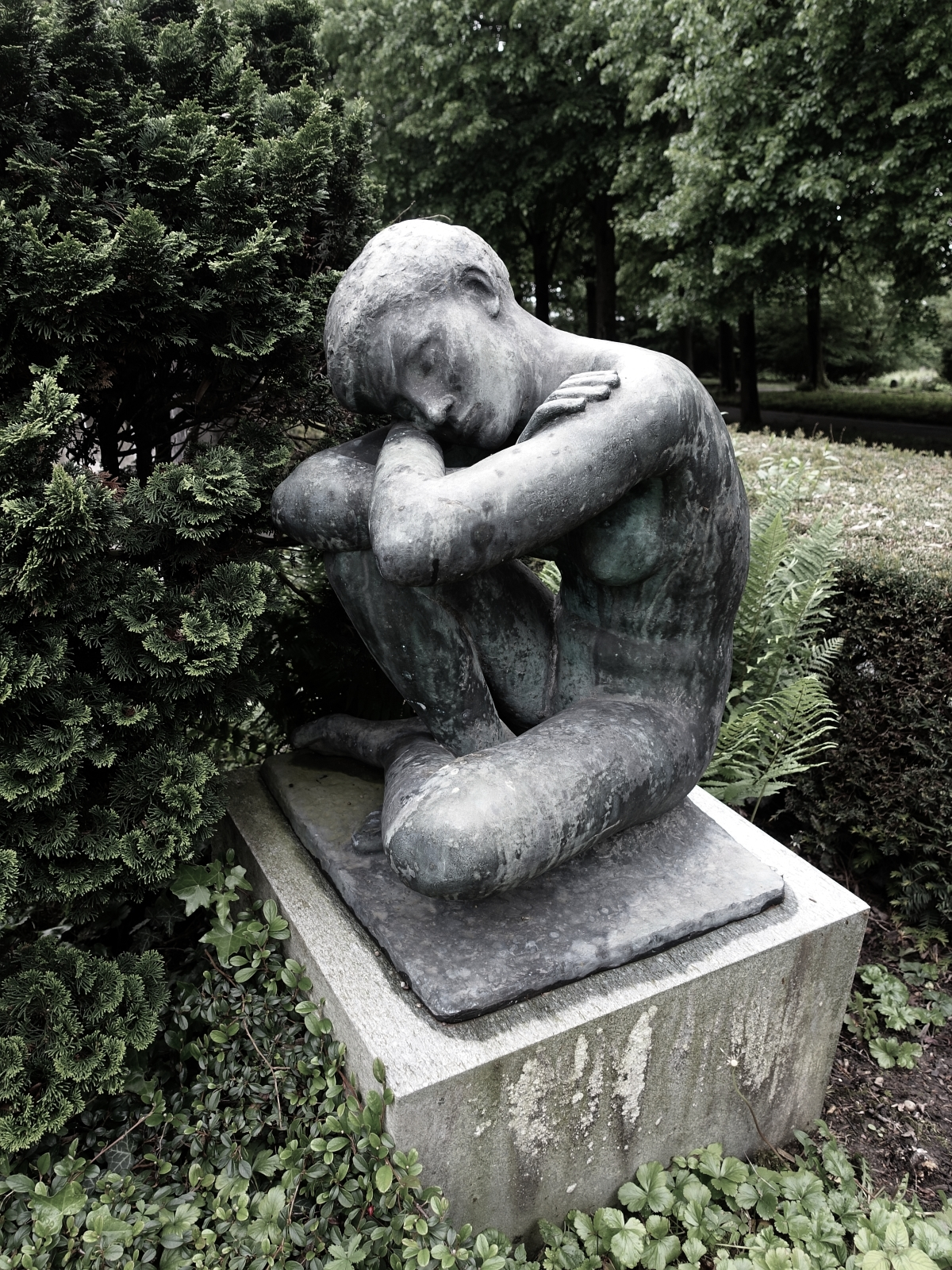
Grabskulptur auf dem Friedhof am Hörnli

## Werke (Auswahl)

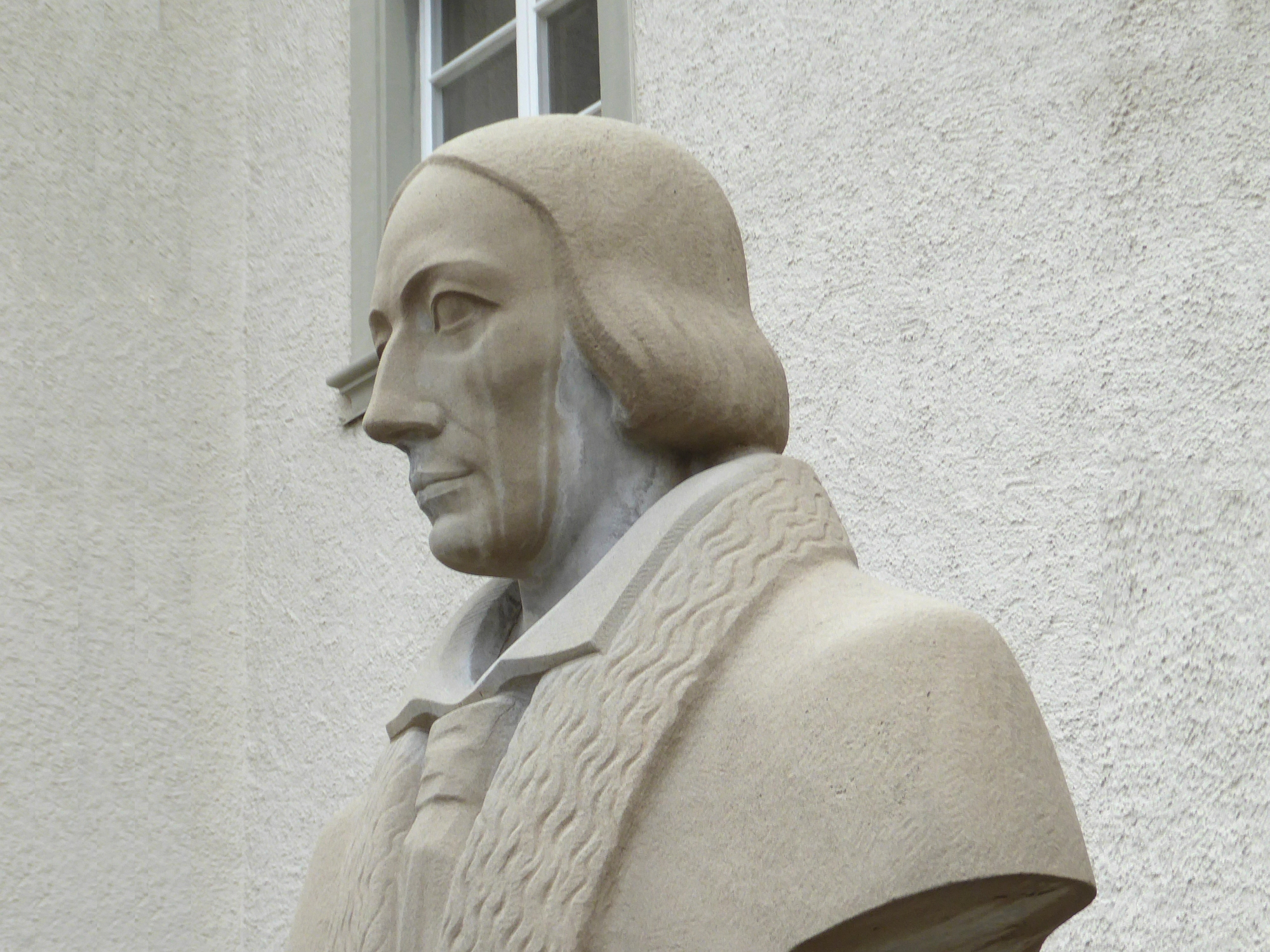
Karl von Müller-Friedberg. Klosterhof, St. Gallen

- Karl von Müller-Friedberg. Klosterhof, St. Gallen1935: Steinskulptur Jüngling für einen Brunnen in der Dufourstrasse, St. Gallen
- Kopie der Steinskulptur Jüngling für einen Brunnen in der Dufourstrasse, St. Gallen
- 1945: Bronzeplastik Stehendes Mädchen Brunnenfigur, seit 1952 in Biel[5]
- 1952: Bronzefigur Stehendes Mädchen, Biel
- 1952: Steinskulptur Sitzendes Mädchen, Brunnen in St. Gallen
- 1956: Bronzefigur Mädchen Confiance am Krankenhaus in Biel
- 1956: Bronzefigur Vertrauen, Biel
- 1957: Figur aus Kalkstein Mutter und Kind, Biel
- 1958: Steinskulptur Sitzendes Mädchen, Biel
- Relief Figuren Vom Segen fruchtbarer Arbeit, Biel